# Ratxa-Letxkúmia
Ratxa-Letxkúmia (o Letxkhúmia) és una regió històrica de Geòrgia situada al nord-oest del país, a la vora de Svanètia. Letxkúmia estava situada a l'est de Svanètia i de Ratxa situada una mica més a l'oest. Li donen nom les muntanyes Letxkumi d'entre 1600 i 2500 metres; a la part sud d'aquestes muntanyes abunden les vinyes. El riu Rioni passa al sud de la regió.
Letxkúmia encara que tenia senyors propis, va estar unida a Ratxa fins al 1768 i els dos territoris foren coneguts conjuntament com a Takvèria; quan Ratxa fou annexionada a Imèretia el 1768, Letxkúmia va ser cedida als Dadiani de Mingrèlia a la que encara pertanyia quan el país fou annexionat a Rússia el 1857. Per la seva història vegeu Ratxa i Letxkhúmia